# Tortuella
Tortuella  es un género de plantas con flores perteneciente a la familia de las rubiáceas. Incluye una sola especie: Tortuella abietifolia Urb. & Ekman (1927).
Es nativo de Haití.